# Pinecrest
Pinecrest è un comune degli Stati Uniti d'America situato nella parte meridionale della Contea di Miami-Dade dello Stato della Florida.
Secondo le stime del 2011, la città ha una popolazione di 18.223 abitanti su una superficie di 19,60 km².